# Реакція зв'язування комплементу
Реакція зв'язування комплементу (РЗК, англ. complement fixation test) — серологічний тест, заснований на інактивації комплементу комплексом антиген-антитіло, що відбувається на 1-й стадії реакції. При відповідності один одному антигени і антитіла утворюють такий імунний комплекс, до якого через Fc-фрагмент антитіл приєднується комплемент, тобто відбувається зв'язування комплементу комплексом антиген-антитіло. Якщо ж комплекс антиген-антитіло не утворюється, то комплемент залишається вільним. Зв'язування вільного комплементу можна виявити шляхом додавання другої системи антиген-антитіло, такої як еритроцити та антитіла до них (гемолізин), що потребує комплементу для його завершення — відбувається на 2-й стадії реакції.
Відсутність лізису еритроцитів вказує на те, що специфічна реакція антиген-антитіло відбулася на 1-й стадії. Якщо ж еритроцити лізирувалися, то присутній вільний комплемент, що вказує на відсутність реакції антиген-антитіло на 1-й стадії.
Реакція може бути використана для виявлення наявності специфічного антитіла або специфічного антигену в сироватці пацієнта залежно від того, відбувається чи ні фіксація комплементу. Його широко використовували для діагностики інфекційних хвороб, зокрема бактеріальних, які важко виявити за допомогою бактеріологічного посіву, як то при сифілісі, кампілобактеріозі, а також при ревматичних захворюваннях.
Специфічна взаємодія антигенів та антитіл супроводжується адсорбцією, тобто зв'язуванням комплементу. Оскільки процес його зв'язування комплементу не проявляється візуально, Ж. Борде і О. Жангу на початку XX століття запропонували використовувати як індикатор реакції гемолітичну систему — еритроцити барана разом із гемолітичною сироваткою, яка показує, чи фіксований комплемент комплексом антиген-антитіло. Якщо вони відповідають один одному, то утворюється імунний комплекс, з яким комплемент зв'язується і гемолізу не відбувається. Якщо антитіла не відповідають антигену, то комплекс не створюється і комплемент, що залишився вільним, з'єднується з іншою системою і спричинює гемоліз. І хоча сироватка втрачала здатність аглютинувати еритроцити при нагріванні до 55°C, її потенція відновлювалася, коли додавали комплемент.
Антигеном для реакції слугують культури різних вбитих мікроорганізмів, їхні лизати, компоненти бактерій, патологічно змінених і нормальних органів, тканинних ліпідів, віруси і вірусовмісні матеріали. Реакцію враховують кількісно, налаштувавши серію розведень сироватки пацієнта, визначають найвище розведення, при якому ще є зв'язування комплементу. Розведення починається з 1:5 і зменшується з кратністю 2, найчастіще закінчується 1:400. 